# Lista de representantes permanentes de Israel nas Nações Unidas
Esta é uma lista de representantes permanentes de Israel, ou outros chefes de missão, junto da Organização das Nações Unidas em Nova Iorque.
Israel foi admitido como membro das Nações Unidas a 11 de maio de 1949.
| Início | Término | Representante permanente (Chefe de missão) | Cargo                        | Credenciais |
| ------ | ------- | ------------------------------------------ | ---------------------------- | ----------- |
| 1949   | 1959    | Abba Eban                                  | Representante permanente     |             |
| 1960   | 1967    | Michael S. Comay                           | Representante permanente     |             |
| 1967   | 1968    | Gideon Rafael                              | Representante permanente     |             |
| 1968   | 1975    | Yosef Tekoah                               | Representante permanente     |             |
| 1975   | 1978    | Chaim Herzog                               | Representante permanente     |             |
| 1978   | 1984    | Yehuda Zvi Blum                            | Representante permanente     |             |
| 1984   | 1988    | Benjamin Netanyahu                         | Representante permanente     |             |
| 1988   | 1990    | Yohanan Bein                               | Representante permanente     |             |
| 1990   | 1992    | Yoram Aridor                               | Representante permanente     |             |
| 1992   | 1997    | Gad Yaacobi                                | Representante permanente     |             |
| 1997   | 1999    | Dore Gold                                  | Representante permanente     | 1997-08-06  |
| 1999   | 2002    | Yehuda Lancry                              | Representante permanente     | 1999-12-02  |
| 2002   | 2008    | Dan Gillerman                              | Representante permanente     | 2003-01-15  |
| 2008   | 2010    | Gabriela Shalev                            | Representante permanente     | 2008-09-08  |
| 2010   | 2011    | Meron Reuben                               | Encarregado de negócios a.i. | -           |
| 2011   | 2015    | Ron Prosor                                 | Representante permanente     | 2011-06-23  |
| 2015   | 2020    | Danny Danon                                | Representante permanente     | 2015-10-19  |
| 2020   | atual   | Gilad Erdan                                | Representante permanente     |             |